# Biskupi częstochowscy
Biskupi częstochowscy – biskupi diecezjalni i biskupi pomocniczy diecezji, a od 1992 archidiecezji częstochowskiej.

## Biskupi

### Biskupi diecezjalni
| Lata urzędowania | Biskup | Biskup            | Uwagi                          |
| ---------------- | ------ | ----------------- | ------------------------------ |
| 1926–1951        |        | Teodor Kubina     |                                |
| 1951–1963        |        | Zdzisław Goliński |                                |
| 1964–1984        |        | Stefan Bareła     |                                |
| 1984–2011        |        | Stanisław Nowak   | od 1992 arcybiskup metropolita |
| od 2012          |        | Wacław Depo       | arcybiskup metropolita         |

### Biskupi pomocniczy
| Lata urzędowania | Biskup | Biskup                 | Uwagi                                                                                                   |
| ---------------- | ------ | ---------------------- | --- |
| 1936–1943        |        | Antoni Zimniak         | |
| 1944–1965        |        | Stanisław Czajka       | |
|                  |        | Wojciech Turowski      | koadiutor nominat (1950), zrezygnował z przyjęcia sakry biskupiej wobec sprzeciwu władz komunistycznych |
| 1961–1964        |        | Stefan Bareła          | następnie biskup diecezjalny częstochowski                                                              |
| 1965–1992        |        | Tadeusz Szwagrzyk      | |
| 1966–1992        |        | Franciszek Musiel      | |
| 1978–1994        |        | Miłosław Kołodziejczyk | |
| 1994–2016        |        | Antoni Długosz         | |
| 2000–2013        |        | Jan Wątroba            | następnie biskup diecezjalny rzeszowski                                                                 |
| od 2017          |        | Andrzej Przybylski     | |